# Arhidieceza de București
Arhiepiscopia romano-catolică de București (în latină Archidioecesis Bucarestiensis) a fost înființată la 27 aprilie 1883 de papa Leon al XIII-lea. Este una din cele două arhiepiscopii romano-catolice din România, alături de Arhiepiscopia Romano-Catolică de Alba Iulia. Catedrala arhiepiscopală este Catedrala „Sfântul Iosif” din București.
Arhiepiscopia de București este condusă din 11 ianuarie 2020 de arhiepiscopul și mitropolitul Aurel Percă. Din anul 2002 vicar general al arhiepiscopiei este Cornel Damian (episcop auxiliar din 2003). 

Palatul Mitropolitan Romano-Catolic din București, lângă Catedrala „Sfântul Iosif”

Intrarea principală în Palatul Mitropolitan Romano-Catolic din București

Din punct de vedere administrativ arhiepiscopia este formată din șase decanate (protopopiate). În București există doi protopopi romano-catolici, iar în municipiile Brăila, Constanța, Craiova și Ploiești câte unul.

## Istorie
Papa Leon al XIII-lea, la 27 aprilie 1883, prin scrisoarea apostolică «Praecipuum munus», a ridicat Vicariatul Apostolic al Valahiei la rangul de arhiepiscopie cu reședința în București. Tot atunci a fost numit și primul titular al arhidiecezei, în persoana episcopului Ignatius Paoli din Congregația Pasioniștilor, care, din anul 1870, era episcop de Nicopole și administrator apostolic al Valahiei.

### Înființarea arhiepiscopiei
Înființarea arhiepiscopiei a fost solicitată de guvernul român, tratativele fiind duse de Ion Bălăceanu, ministrul României la Viena, și a trezit o oarecare opoziție din partea unor ziare din țară și din partea Bisericii Ortodoxe Române. Printre realizările arhiepiscopului Paoli s-au numărat deschiderea primului seminar pentru formarea clerului diecezan, construirea Catedralei «Sfântul Iosif» din București între anii 1875-1884 și încoronarea primului rege al României, Carol I, în anul 1881. Pentru a obține banii necesari construirii catedralei, Paoli a cutreierat Europa în mai multe rânduri. A murit la Viena, la 27 februarie 1885, iar rămășițele pământești și se odihnesc în Capela Cimitirului «Bellu-Catolic».

### La Belle Époqueși perioada interbelică
La sfârșitul secolului al XIX-lea mai mulți elvețieni au fost numiți în funcția de arhiepiscopi de București. Primul dintre aceștia, Otto Zardetti, nu a rezistat la București decât un an. Al doilea, Joseph-Xavier de Hornstein, a condus arhidieceza timp de nouă ani, iar al treilea, Raymund Netzhammer, călugăr benedictin al abației din Einsiedeln, a condus arhidieceza timp de 19 ani.

### În timpul regimului comunist
Demisia arhiepiscopului Alexandru Cisar a fost acceptată de Sfântul Scaun și comunicată autorităților române în anul 1948. Astfel arhiepiscopul Cisar a fost pensionat printr-un decret al Prezidiului Marii Adunări Naționale în data de 18 septembrie 1948. La conducerea Arhidiecezei de București a fost numit, ca administrator apostolic, episcopul Anton Durcovici. După arestarea episcopului Durcovici în iunie 1949, pro-nunțiul Gerald Patrick O'Hara l-a informat pe arhiepiscopul Cisar că Sfântul Scaun l-a numit administrator apostolic al Arhidiecezei de București. Această situație a durat mai puțin de un an, până în mai 1950, când ministrul Stanciu Stoian i-a comunicat arhiepiscopului Cisar că i-a fost fixat domiciliu obligatoriu în Mănăstirea franciscană din Orăștie. La 21 mai 1950 arhiepiscopul Cisar l-a informat pe O'Hara că, în condițiile date, își depune mandatul cu care fusese investit.
Ultimul diplomat al nunțiaturii rămas la București, episcopul Gerald Patrick O'Hara, l-a consacrat în anul 1950 episcop pe Joseph Schubert, căruia i-a încredințat conducerea de facto a arhiepiscopiei. Schubert a fost arestat în februarie 1951. Locul său la conducerea arhidiecezei a fost luat de Hieronymus Menges, arestat de asemenea în 1952. În 1959 autoritățile comuniste l-au propulsat la conducere pe preotul Francisc Augustin, colaborator al Securității și ulterior deputat în Marea Adunare Națională. În noiembrie 1983, în contextul noii Ostpolitik a Vaticanului, diplomații papali și autoritățile comuniste de la București au ajuns la un acord, în sensul ca profesorul Ioan Robu să devină administrator diecezan, în locul lui Francisc Augustin. În data de 8 decembrie 1984, Ioan Robu fost consacrat episcop la Roma, de către cardinalul Agostino Casaroli.

### După 1989
La 14 martie 1990, după restabilirea relațiilor diplomatice oficiale între România și Sfântul Scaun, papa Ioan Paul al II-lea l-a numit pe episcopul Ioan Robu în funcția de arhiepiscop și mitropolit de București. În data de 21 noiembrie 2019, papa Francisc l-a numit la conducerea Arhidiecezei de București pe episcopul auxiliar Aurel Percă de la Iași. Monseniorul Aurel Percă este cel de al optulea arhiepiscop al Arhidiecezei romano-catolice de București.

### Arhiepiscopi
- Ignatius Paoli, C.P. (27 aprilie 1883 - 27 februarie 1885)
- Paolo Giuseppe Palma (1885-1892)
- Otto Zardetti (6 martie 1894 - 25 mai 1895)
- Joseph-Xavier Hornstein (31 martie 1896 - 3 iunie 1905)
- Raymund Netzhammer, O.S.B. (16 septembrie 1905 - 14 iulie 1924)
- Alexandru Theodor Cisar (12 decembrie 1924 - 18 septembrie 1948)
- Ioan Robu (14 martie 1990 - 21 noiembrie 2019)
- Aurel Percă (din 11 ianuarie 2020)

## Monumente istorice și de arhitectură
- Biserica "Bărăția" din București, cea mai veche biserică romano-catolică din București (sec. al XVII-lea)
- Biserica "Bărăția" din Câmpulung, cea mai veche biserică romano-catolică din Țara Românească (sec. al XIII-lea)
- Biserica romano-catolică din Cioplea, monument din anul 1813
- Biserica „Cristos, Rege” din Ploiești, monument din anul 1864